# Instituto de Historia de la Universidad Católica de Chile

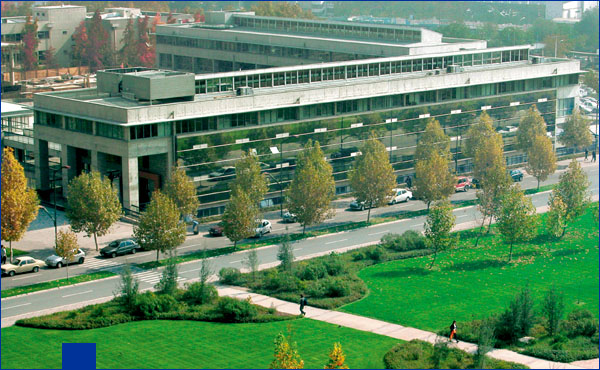
Vista panorámica de la Facultad de Historia, Geografía y Ciencias Políticas de la Universidad Católica.

El Instituto de Historia de la Pontificia Universidad Católica de Chile es un departamento universitario chileno dedicado a la formación e investigaron histórica, a cargo de la Pontificia Universidad Católica de Chile, de los más importantes a nivel nacional. Su actual director es el Dr. Claudio Rolle.

## Historia

### Inicios
El Instituto de Historia tiene su origen en el año 1943, cuando inicia sus actividades la Escuela de Educación de la Facultad de Filosofía y Ciencias de la Educación de la Universidad Católica. Como parte de esta escuela se fundó el Departamento de Historia y Geografía, con solo tres profesores: Jaime Eyzaguirre, para Historia de Chile; Carlos Grez, para Historia de América, y Ricardo Krebs, para Historia Universal. Cada uno debía explicar toda la materia de su ramo. 
Lo fundamental era la formación de profesores de enseñanza secundaria. No se esperaban que realizasen trabajos de investigación, sin embargo se crearon espacios para que los estudiantes pudiesen seguir estudios especializados en una de las dos disciplinas.
El aumento del número de profesores provocó un aumento del deseo de ser un investigador capaz de promover el desarrollo de la ciencia histórica. Se establecieron las condiciones para una organización sistemática de los seminarios a través de los cuales los alumnos se debían iniciar en las prácticas de la investigación.
Eyzaguirre fundó la revista “Historia”, cuyo primer número apareció en 1961 y que fue el mecanismo de publicación de las investigaciones.
El departamento fue creciendo, y en 1961 el jefe de departamento Ricardo Krebs logra crear un Centro de Investigaciones Históricas, cuyo primer jefe fue Julio Retamal. Obedecía a la idea de que la investigación era esencial y debía formar parte del departamento. De paso llegaban además nuevos profesores, que se habían distinguido notablemente en la investigación, como Julio Retamal, Patricio Estellé, Javier Gonzáles, Gonzalo Vial Correa, Julio González Avendaño y Fernando Silva.

### Creación del instituto
La reforma general de la universidad que se inició en 1967 permitió crear el Instituto de Historia, separado del de Geografía. El Instituto se creó de manera formal el 30 de marzo de 1970, por el Decreto de Rectoría N.º 24/70, siendo elegido como primer director Javier González Echeiñique. Todo esto permitió contratar por primera vez profesores de jornada completa, que antes eran pagados por un contrato anual por horas. El instituto se hizo cargo de la publicación “Historia”.
En 1973 fue elegido como director Julio Retamal Favereau, que debía reorganizar el Instituto conforme a las nuevas orientaciones que el Rector Jorge Swett Madge imprimió a la política universitaria.
Esto condujo a la contratación de nuevos profesores, para suplir a los que se fueron por el Golpe Militar de 1973, y se incorporó al departamento a la Facultad de Filosofía, Letras, Historia y Periodismo, en 1976.

### Consolidación
Desde 1977 fue director el profesor Horacio Aránguiz, quien ocupó el cargo hasta 1983, cuando fue nombrado Ministro de Educación del dictadura militar. Por los seis años siguientes la dirección fue ejercida por el Dr. Ricardo Couyoumdjian. 
El Departamento pasó a formar parte ahora de la nueva Facultad de Historia, Geografía y Ciencia Política, a raíz de una reforma del año 1982. Esa misma reforma dio paso un Ciclo Básico de Historia y Geografía. Los alumnos nuevos accedían a este Ciclo Básico y ya no ingresaban, por separado, a uno u otro de los dos Institutos. Aquí se produjo el negativo efecto de la masificación por jóvenes sin vocación clara, que produjo una baja en el nivel académico.
El director Ricardo Couyoumdjian, en acuerdo con el director de Geografía, propuso a la Rectoría General de la Universidad una modificación del Ciclo Básico y de las condiciones de admisión. La proposición fue aceptada. Se establecieron dos Ciclos Básicos diferenciados, uno con énfasis en Historia y el otro en Geografía. Se estableció además un examen de admisión para el ingreso. Las medidas surtieron efecto y el Instituto retomó la calidad que lo había caracterizado.
En honor a dos grandes historiadores del instituto, se crearon los premios Jaime Eyzaguirre y Mario Góngora, entregados al egresado con mejores calificaciones y a la mejor o mejores tesis, respectivamente. 
El avance en la investigación y reconocimiento del instituto, le permitió integrar un programa de doctorado en historia, a partir de 1983.

## Títulos y grados
El instituto entrega a los 4 semestres el grado de Bachiller, y al completar los 4 restantes el estudiante egresa como licenciado en Historia. Posee también como postgrado un curso de magíster en Historia de 4 semestres, un magíster profesional en Historia Pública de 4 semestres y un curso de doctorado en Historia de 8 semestres.

## Publicaciones
El Instituto publica anualmente la revista Historia, que se empezó a editar en 1961 por Jaime Eyzaguirre. Inicialmente refería a artículos de fuentes externas, pero vinculados a la universidad, pero gradualmente se comenzaron a publicar trabajos derivados de la investigación. 
Incluye preferentemente temas nacionales pero no excluye extranjeros.

## Premios Nacionales
De los 25 Premios Nacionales de Historia, 7 han sido profesores e investigadores del instituto, y son: Mario Góngora (1976), Ricardo Krebs (1982), Gabriel Guarda (1984), Walter Hanisch (1996), Armando de Ramón (1998), Sol Serrano (2018) y Rafael Sagredo Baeza (2022).